# Lagoa do Fogo
Lagoa do Fogo – jezioro kalderowe w centralnej części wyspy São Miguel, w archipelagu Azorów, należącym do Portugalii.
Zajmuje powierzchnię 1,53 km². Długość maksymalna lustra jeziora wynosi 2280 m, szerokość maksymalna 985 m. Linia brzegowa mierzy 5,5 km. Głębokość maksymalna dochodzi do 31,6 m, średnia – 13,7 m. Ma około 0,023 km³ objętości. Jezioro położone jest w obszarze masywu stratowulkanicznego Água de Pau. Wypełnia wewnętrzną kalderę wulkaniczną masywu, o wymiarach 2,5 × 3 km. Powstała ona około 15 000 lat temu, w wyniku zapadnięcia się stożka wulkanicznego. Ostatnia notowana aktywność w kalderze wystąpiła 10–12 lutego 1564 i miała drugi stopień eksplozywności wulkanicznej.

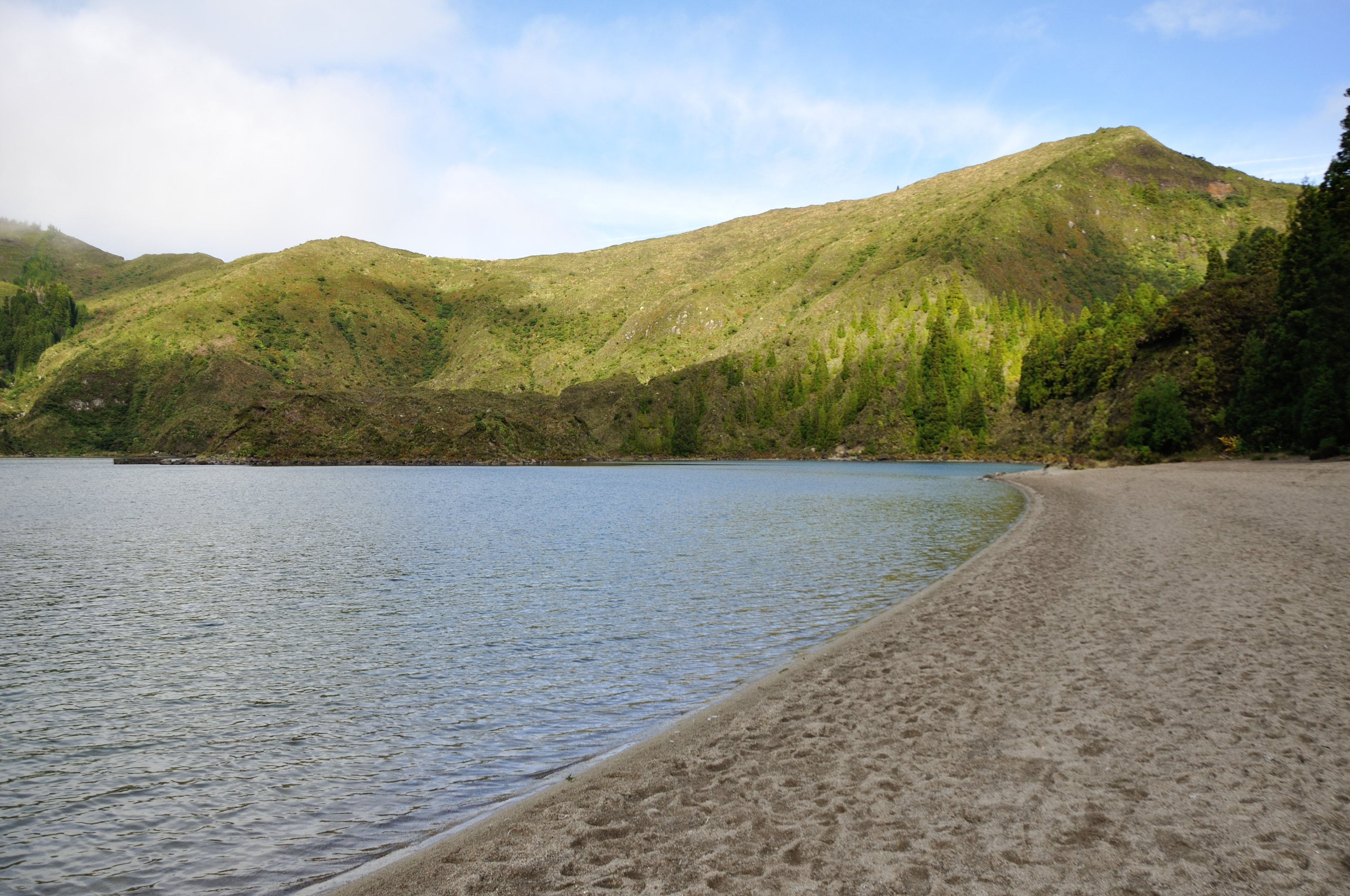
Plaża nad jeziorem i jedna ze ścian kaldery

Lustro wody leży na wysokości 580 m n.p.m., przy czym najwyższy punkt całego masywu – Pico da Barrosa, mierzy 949 m n.p.m. Zbocza wokół jeziora są przeważnie urwiste, o nachyleniu dochodzącym do około 48°. Południowe i zachodnie stoki porasta roślinność krzewiasta, północne i wschodnie lasy. Duże nachylenie zboczy sprzyja zjawisku erozji. Podczas ulewnych deszczów materiał skalny jest porywany przez spływającą gwałtownie wodę i osadzany na brzegach i dnie jeziora. Lagoa do Fogo zasilane jest głównie przez opad atmosferyczny i spływ powierzchniowy.
Od 1974 istnieje Reserva Natural da Lagoa do Fogo, obejmujący obszar 5,07 km². Nad jeziorem obserwowano m.in. rybitwę rzeczną i mewę atlantycką. Jest jedną z atrakcji turystycznych Azorów. Zbocza są strome, ale nad lustro wody prowadzi bezpieczna ścieżka.
W 2012 plaża znad jeziora Lagoa do Fogo znalazła się w zestawieniu siedmiu „plaż-cudów” Portugalii, zwyciężając w kategorii „dzika plaża”.